# ジョン・W・デイビス
ジョン・ウィリアム・デイビス（John William Davis、1873年4月13日 - 1955年3月24日）は、アメリカ合衆国の政治家、外交官、弁護士である。ウェストバージニア州選出アメリカ合衆国下院議員（1911年 - 1913年）を務めた後、ウッドロウ・ウィルソン政権でアメリカ合衆国訟務長官および駐英アメリカ大使を務めた。60年を超える法律関連の経歴の中で、合衆国最高裁判所の140例に関わった。
デイビスは1924年大統領選挙で民主党から大統領候補指名を受け、共和党現職のカルビン・クーリッジに敗れたことで良く知られている。

## 家族と初期の経歴

### 家系
デイビスの曾祖父であるケレイヴ・デイビスはシェナンドー渓谷で時計職人をしていた。1816年、デイビスの祖父であるジョン・デイビスがバージニア州クラークスバーグ(同州北西部地方の分離独立の際にはウェスト･バージニア州に属することになる)に移転したが、当時の人口は600人ないし700人であり、鞍と馬具を業とした。デイビスの父であるジョン・ジェイムズ・デイビスはレキシントン･ロー･スクール(ワシントン・アンド・リー大学法科大学院の前身校)で学び、20歳になるまでに故郷クラークスバーグで弁護士業を始めた。父はバージニア州議会議員となり、バージニア州の北西部が1863年にバージニア州から分離独立してウェストバージニア州となった後は、ウェストバージニア州議会議員に選ばれ、後に同州選出のアメリカ合衆国下院議員を務めた。
デイビスの母、アンナ・ケネディ (1841年-1917年)はボルティモアの出身だった。母方の祖父母は"ウィリアム"・ウィルソン・ケネディとキャサリン・エスデイル・マーティンだった。ケネディは木材商だった。キャサリンは、酪農家でアマチュア詩人のトビアス・マーティンとエスデイル家の出であるその妻の娘だった。エスデイル家はキリスト友会（クエーカー）の信徒であり、ペンシルベニア州バレー・フォージ近くに入植した。1777年から1778年に掛けての冬にジョージ・ワシントンが指揮する大陸軍がバレー・フォージで宿営したときに、その物資調達に貢献したと伝えられている。

### 少年時代
デイビスの日曜学校教師は「ジョン・W・デイビスは小さいときから高貴な顔立ちだった」と回想した。デイビスの伝記作者は、デイビスが良質な英語を話し、いつも清潔に保ち、他の若者達よりも威厳があり、並外れて行儀も良かったとまで言った。

### 教育
デイビスの教育は家庭内で始まり、その母がアルファベットを覚える前から文字を読むことを教えた。その後、家の図書にあった詩や他の文学を読ませた。10代になると、州の教職試験に備えるために他の生徒と同じ教室に入れられた。数年後には元は女子だけの神学校が私立の学校として2倍に大きくなり、昼間学校になったものに入学した。そこでの試験の成績は94点より下回ることは無かった。
デイビスは16歳の時から大学に入り、1892年にワシントン・アンド・リー大学文学部でラテン文学を専攻して卒業した。ファイ・カッパ・サイ友愛会に所属し、校内のスポーツに参加したり、混成の集団に加わることで「キャリコを取ったり」した。
卒業の直後には法律学校に行きたいと思ったが学資が不足していた。デイビスはその代わりにウェストバージニア州チャールズタウンのエドワード・H・マクドナルド少佐のために学校の教師になった。マクドナルドの9人の子供と6人の甥姪を教え、その内の一人、当時19歳のジュリアが後にデイビスの妻になった。デイビスはマクドナルドとの9ヶ月の契約を満了し、その後クラークスバーグの家に戻って、父の法律実務で修業を始め、14ヶ月の間手で文書を写し、判例を読み、その他当時の法律家を目指す者がやることの大半を行った。
1895年にワシントン・アンド・リー大学から法律の学位を得て卒業し、法律学級の演説者に選ばれた。その演説は後の弁護術の一端を垣間見させるものだった。

#### ワシントン・アンド・リー大学の遺産
ワシントン・アンド・リー大学法律学校はデイビスのことを大いに誇っている。1947年、大学は優秀な成績平均点を残した法学の卒業生にジョン・W・デイビス賞を贈り始めた。この法律学校では校内法廷弁論大会にデイビスの名を付けている。

### 法曹界での初期経歴
法律学校を卒業すると、法律の免許を得るために必要な3人の署名を得て、クラークスバーグでの父の法律実務に加わった。この事務所はデイビス・アンド・デイビス弁護士事務所とした。デイビスは初めに担当した3つの事件で敗訴して、その後に転機が訪れた。デイビスが民間の実務で最初の一年間を終える前に、1896年秋から助教授としてワシントン・アンド・リー大学法律学校に戻るよう求められた。当時法律学校には3人の教員がおり、デイビスは3人目だった。その年の暮れにデイビスは要請を受けたが決定を留保した。デイビスは民間の実務での「荒々しさ」が必要だと決めた。

### 係累
デイビスは1899年6月20日にジュリア・T・マクドナルドと結婚したが、ジュリアは1900年8月17日に死んだ。夫妻には一人娘ジュリア・マクドナルド・デイビスが生まれ、娘は後にチャールズ・P・ヒーリーと結婚し、またウィリアム・M・アダムズと再婚した。1912年1月12日、デイビスはエレン・G・バッセルと再婚し、エレンは1943年に死んだ。
デイビスはジミー・カーター政権でアメリカ合衆国国務長官を務めたサイラス・ヴァンスの叔父かつ養父だった。デイビスの娘ジュリアは1926年にAP通信社に雇われた初めての女性ジャーナリスト2人のうちの1人だった。ジュリアの再婚相手ウィリアム・M・アダムズはスピローグ・インターナショナル社の社長であり、ユナイテッド・ステイツ・ラバー社の社長アーサー・ヘンリー・アダムズの息子だった。この父と息子は1915年に豪華客船ルシタニア号に乗っていて、ドイツ軍潜水艦に沈められたが、息子だけが助かった。ジュリアとウィリアムには2人の息子、ジョン・ペリーとアーサー・ヘンリー2世が生まれ、ジュリアは1993年に死んだ。

## 政治と外交の経歴

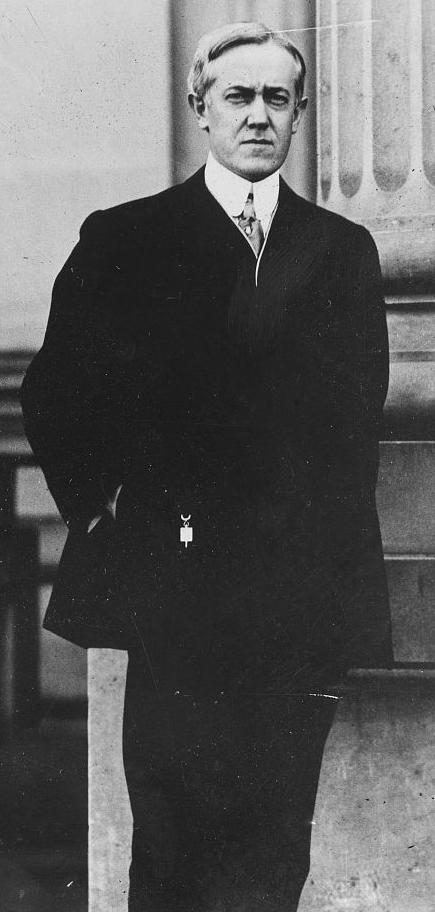
ジョン・デイビス

デイビスの父はウェストバージニア州を分離創設することになったホイーリング会議の代議員であったが、奴隷制を支持し、アメリカ合衆国憲法修正第15条の批准に反対した。デイビスは父の保守的な政策の大半を引継ぎ、女性参政権、連邦政府の児童労働法、反私刑規制およびハリー・S・トルーマンの公民権計画には反対し、私人としてはアフリカ系アメリカ人が投票を許されるべきかということを問題にすることで人頭税を擁護した。民主党支持ということでも父の姿勢を継承し、後に保守的な事業の利益を代表してニューディール政策に反対したときでもそうだった。デイビスは最後のジェファーソン流民主主義支持者の一人に位置付けられ、州の権限を支持し、強い行政権に反対した（デイビスはトルーマンの進めた鉄鋼産業の国有化に反対する指導的弁護士になった）。
1911年から1913年はウェストバージニア州選出のアメリカ合衆国下院議員となり、クレイトン法を共同提案した。また、ロバート・W・アーチボルド判事の弾劾裁判ではマネジャーの一人として成功に導いた。1913年から1918年はアメリカ合衆国訟務長官を務め、1918年から1921年は在イギリスアメリカ大使となった。訟務長官としては、「グィン対アメリカ合衆国事件」でオクラホマ州の「祖父法」を違法とすることに成功した。祖父法とは1866年に選挙権登録していた白人の子孫をその選挙法で規定する識字能力試験の対象から除外することで、実質的に黒人市民の大半から選挙権を剥奪するものだった。デイビスの個人的な立場は弁護士としての立場とは異なっていた。デイビスはその経歴を通じて個人的な見解と職業上の弁護を使い分けることができた。
デイビスは1920年と1924年の民主党大統領候補指名争いでダークホース的存在だった。友人で共同経営者のブランク・ポークが1924年の民主党候補指名集会での運動を演出した。
デイビスは1924年の党員集会で103回目の投票で妥協の候補者として指名を得た。ウッドロウ・ウイルソン政権の訟務長官としてクー・クラックス・クランを告発していたことと黒人の投票権を以前擁護していたことが、南部やそれ以外の保守的民主党支持層の票を得るには不利になった。この選挙では共和党現職で選挙運動のためにホワイトハウスを離れることが無かったカルビン・クーリッジに大敗を喫した。
デイビスは、禁酒法撤廃を促進した影響力有る組織の社会活動諮問評議会の委員であった。1921年に作られた外交問題評議会を設立した委員長であり、1922年から1939年のロックフェラー財団の理事でもあった。

## 法曹界の経歴
デイビスは20世紀前半のアメリカで最も著名で成功した弁護士であり、合衆国最高裁判所で140件の訴訟を扱った。その法律事務所は色々と名前を変え、ステットソン・ジェニングス・ラッセル＆デイビス、デイビス・ポーク・ウォードウェル・ガーディナー＆リード、デイビス・ポーク・ウォードウェル・サンダーランド＆キーンドル（現在はデイビス・ポーク＆ウォードウェル）となり、1920年代からその後の数十年間アメリカでも最大級の会社の多くの代理人となった。
デイビスの最後の20年間では、最高裁判所で憲法やニューディール政策の法制適用に異議申し立てする大会社の代理を務めることがあった。デイビスはこれらの訴訟の多くで敗訴した。

### 合衆国最高裁判所への登場
デイビスはその経歴の中で合衆国最高裁判所で140件の訴訟を扱った。これらの幾つかは訟務長官としてであったが、大半は私設弁護士としてだった。20世紀のどの弁護士よりも最高裁判所の訴訟を扱った件数は多いと考えられている。ダニエル・ウェブスターやウォルター・ジョーンズはデイビスより多くの訴訟を扱ったと考えられているが、もっと前の時代の弁護士だった。

### ヤングスタウン製鉄事件
最高裁判所で扱った中でも最も影響力あるという訴訟は1952年5月の「ヤングスタウン鋼板＆鋼管会社対ソーヤー事件」だった。デイビスは、トルーマンの国内製鉄所の掌握に抗議して製鉄産業の立場に立ち、法廷では87分間の演説を行った。トルーマンの法は「権限の『強奪』であり、アメリカ史の中でも前例はない」と述べた。法廷の判事達は1時間半近くも遮ることなく陳述することを許し、フランクファーター判事から1つだけ質問があった。フランクファーター判事は1924年の大統領選挙に関連してデイビスには個人的に良い感情を持っていなかった可能性がある。大統領の行動は続けられ、差し止め命令が解除されると予測されたが、裁判所は6対3の評決で製鉄所の掌握を停止する差し止め命令を支持した。
デイビスは1952年3月までヤングスタウンの事件には関わっていないが、大統領の製鉄所掌握という概念については既に良く識っていた。1949年、レパブリック製鉄会社は司法長官トム・C・クラークからトルーマン大統領に送られた忠告を怖れ、大統領が「国家の緊急事態」の中で私設企業を抑えることができるものか、デイビスに意見書を求めてきた。デイビスの意見は、そのような権限が既に大統領に与えられているのでなければ、それはできないというものだった。デイビスはさらに1948年の徴兵制法についても意見を述べ、製鉄所の掌握は危機にあってある企業が政府の生産計画に十分に優先順位を与えない場合にのみ認められるとした。ワシントンポストの記者チャルマーズ・ロバーツはその後で、デイビスの演説に関して「法廷が弁護士にそのような無言の称賛を与えている」ことは滅多にないと書いた。デイビスにとって不幸なことにこの演説は、速記記録が歪められており法廷で言ったこととはかけ離れているのを恐れたので、演説の出版は認められなかった。
この事件で特に注意すべきことは、元司法長官で1949年にトルーマンにレパブリック製鉄会社の掌握を助言したトム・クラークがその助言を与えた後直ぐに最高裁判所判事に指名され確認されていたことである。クラーク判事はその票を多数派に投じたが、その意見に同意していたのではなかった。クラークは大統領が製鉄所を掌握する権限に反対する投票を行うことで、以前行った忠告に真っ向から反対しているように見える。

### ブラウン対教育委員会事件
デイビスの法曹界の経歴で最も記憶されているのが最高裁判所に最後に登場した時であり、「ブラウン対教育委員会事件」と対になって見られる「ブリッグス対エリオット事件」で「分離すれど平等」原則を擁護し敗訴したことだった。人種分離を守る側の提唱者としてのデイビスは、サウスカロライナ州が黒人と白人の学校の不平等を排除しようとすることに誠意を見せていることと、法的介入なしにそれを続けられるべきという議論で珍しく感情を露にした。デイビスは意見の分かれる最高裁判所の事件では大抵がそうであるように勝訴するものと思った。それが首席判事フレッド・M・ビンソンの死後に再審査されることになったあとでもそうだった。デイビスは、判決が全会一致でそれに反対することになった後で、サウスカロライナ州が提案した報酬を辞退した。

## 出馬した選挙の結果
アメリカ合衆国下院議員選挙、1910年ウェストバージニア州:
- ジョン・ウィリアム・デイビス（民主党） - 20,370票 (48.88%)
- チャールズ・E・カリガン（共和党） - 16,962票 (40.71%)
- A・L・バウアー（社会党） - 3,239票 (7.77%)
- ユリシーズ・A・クレイトン（禁酒党） - 1,099票 (2.64%)

アメリカ合衆国下院議員選挙、1912年ウェストバージニア州:
- ジョン・ウィリアム・デイビス（民主党） - 24,777票 (44.97%)
- ジョージ・A・ローリン（共和党） - 24,613票 (44.67%)
- D・M・S・スコット（社会党） - 4,230票 (7.68%)
- L・E・ピーターズ（禁酒党） - 1,482票 (2.69%)

1924年大統領選挙民主党予備選挙
- ウィリアム・マカドゥー - 562,601票 (56.05%)
- オスカー・W・アンダーウッド - 77,583票 (7.73%)
- ジェイムズ・コックス - 74,183票 (7.39%)
- 非拘束 - 59,217票 (5.90%)
- ヘンリー・フォード - 49,737票 (4.96%)
- トマス・J・ウォルシュ - 43,108票 (4.30%)
- ウッドブリッジ・ネイサン・フェリス - 42,028票 (4.19%)
- ジョージ・シルザー - 35,601票 (3.55%)
- アル・スミス - 16,459 (1.64%)
- L・B・マスグラブ - 12,110票 (1.21%)
- ウィリアム・ディーバー - 1,574票 (0.16%)
- ジェイムズ・A・リード - 84票 (0.01%)
- ジョン・ウィリアム・デイビス - 21票 (0.00%)

1924年アメリカ合衆国大統領選挙
- カルビン・クーリッジ/チャールズ・G・ドーズ（共和党） - 一般選挙15,723,789票 (54.0%)、選挙人選挙382票（35州）
- ジョン・ウィリアム・デイビス/チャールズ・W・ブライアン（民主党） - 一般選挙8,386,242 (28.8%) 選挙人選挙136票（12州）
- ロバート・M・ラフォレット・シニア/バートン・K・ホィーラー（進歩党） - 一般選挙4,831,706 (16.6%) 選挙人選挙13票（1州）